# Andrew Jacobson
Andrew Jacobson (Palo Alto, 24 settembre 1985) è un ex calciatore ed ex giocatore di calcio a 5 statunitense.

## Carriera
Il 17 gennaio 2018 annuncia il proprio ritiro dal calcio.